# Afrixalus enseticola
Afrixalus enseticola е вид земноводно от семейство Hyperoliidae. Видът е световно застрашен, със статут Уязвим.

## Разпространение
Разпространен е в Етиопия.